# Saint-Gildas-de-Rhuys
 Saint-Gildas-de-Rhuys  (en bretón Lokentaz) es una población y comuna francesa, situada en la región de Bretaña, departamento de Morbihan, en el distrito de Vannes y cantón de Sarzeau.
Su nombre francés hace referencia a San Gildas, que fundó la abadía de Saint-Gildas-de-Rhuys en la península de Rhuys en el siglo VI. Del 920 al 1008, las incursiones normandas obligaron a los monjes a llevar las reliquias del santo a la abadía de Saint-Gildas de Châteauroux que fundaron bajo la protección del príncipe Ebbes de Déols. 

## Demografía
| 971 | 911 | 980 | 1035 | 1141 | 1436 |
| Para los censos de 1962 a 1999 la población legal corresponde a la población sin duplicidades (Fuente: INSEE [Consultar]) |     |     |      |      |      |